# Perisama divergens
Perisama divergens är en fjärilsart som beskrevs av Butler 1873. Perisama divergens ingår i släktet Perisama och familjen praktfjärilar. Inga underarter finns listade i Catalogue of Life.